# سسکک چانه‌سفید

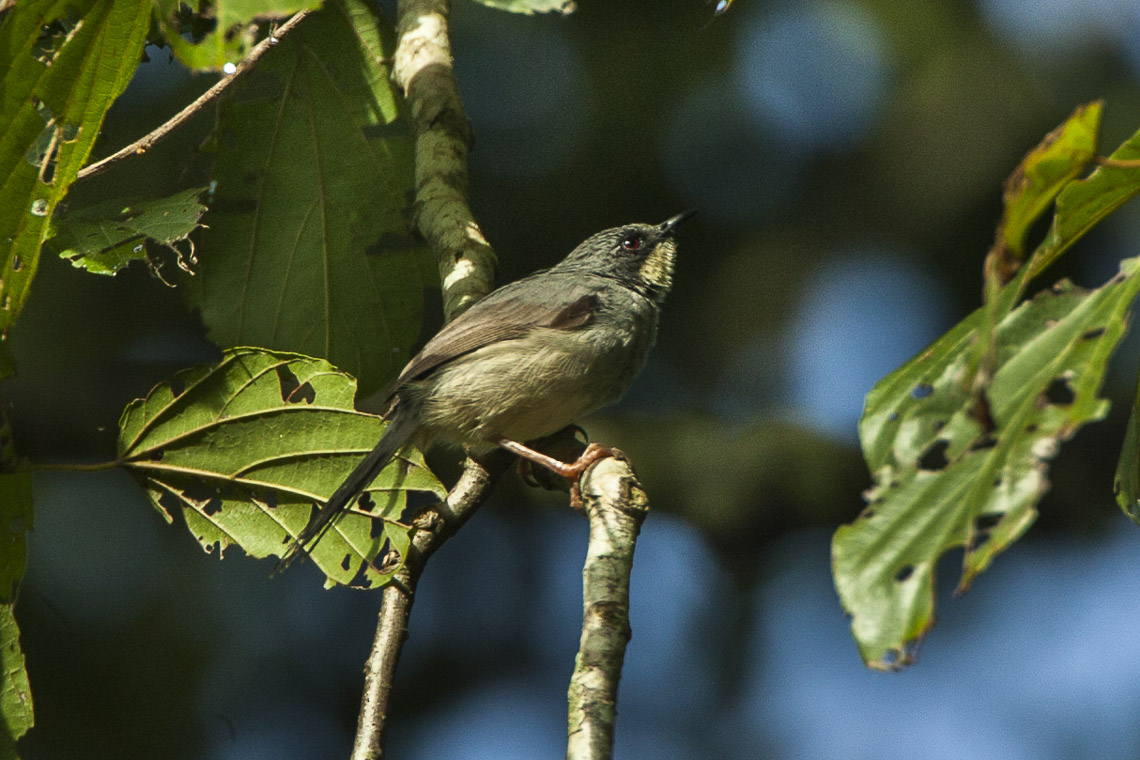
سسکک چانه‌سفید

سسکک چانه‌سفید (نام علمی: Schistolais leucopogon) نام یک گونه از تیره سبدنشینان است.